# Линьчуань
Линьчуа́нь (кит. упр. 临川, пиньинь Línchuān) — район городского подчинения городского округа Фучжоу провинции Цзянси (КНР).

## История
Во времена империи Хань в 96 году из уезда Наньчэн был выделен уезд Линьжу (临汝县). Во времена империи Суй он был в 589 году переименован в Линьчуань (临川县) и стал местом пребывания властей новой Фучжоуской области (抚州). После монгольского завоевания и образования империи Юань Фучжоуская область была преобразована в Фучжоуский регион (抚州路). В 1363 году Фучжоуский регион был поднят в статусе, и стал Линьчуаньской управой (临川府), которая вскоре была переименована в Фучжоускую управу (抚州府). После Синьхайской революции в Китае была проведена реформа структуры административного деления, в ходе которой управы были упразднены, поэтому в 1913 году Фучжоуская управа была расформирована.
После образования КНР в 1949 году был создан Специальный район Фучжоу (抚州专区), и уезд вошёл в его состав; при этом посёлки Дунвай и Янчэн были выделены из состава уезда и образовали отдельный город Линьчуань. В 1950 году город Линчуань был упразднён, а его территория вернулась в состав уезда Линьчуань в качестве Внутригородского района (城关区). В 1951 году Внутригородской район был переименован в город Фучжоу (抚州市), оставшись при этом в подчинении властям уезда Линьчуань. В 1952 году Специальный район Фучжоу был переименован в Специальный район Наньчэн (南城专区), но затем ему было возвращено прежнее название. В 1953 году город Фучжоу стал посёлком Фучжоу (抚州镇), по-прежнему оставаясь в составе уезда Линьчуань. В 1954 году посёлок Фучжоу был выведен из состава уезда Линьчуань и подчинён напрямую властям специального района, получив статус городского уезда.
В 1964 году городской уезд Фучжоу был расформирован, а его территория была возвращена в состав уезда Линьчуань. В 1969 году посёлок Фучжоу был опять выведен из состава уезда Линьчуань и вновь стал городским уездом, подчинённым напрямую властям Специального района Фучжоу.
В 1970 году Специальный район Фучжоу был переименован в Округ Фучжоу (抚州地区).
В августе 1987 года Госсовет КНР принял постановление об объединении уезда Линьчуань и городского уезда Фучжоу в городской уезд Линьчуань, но он было претворено в жизнь лишь в январе 1995 года.
Постановлением Госсовета КНР от 23 июня 2000 года были расформированы округ Фучжоу и городской уезд Линьчуань, и образован городской округ Фучжоу; территория бывшего городского уезда Линьчуань стала районом Линьчуань в его составе.

## Административное деление
Район делится на 7 уличных комитетов, 18 посёлков и 9 волостей.